# Jeff Suppan
Jeffrey Scot Suppan (né le 2 janvier 1975 à Oklahoma City, Oklahoma, États-Unis) est un lanceur droitier de baseball évoluant dans la Ligue majeure de 1995 à 2012.
Ce lanceur partant est nommé joueur par excellence de la Série de championnat de la Ligue nationale de baseball 2006 et remporte la Série mondiale 2006 avec les Cardinals de Saint-Louis.

## Carrière
Jeff Suppan est repêché le 3 juin 1993 par les Red Sox de Boston au deuxième tour de sélection (49e choix). Il débute en Ligue majeure le 17 juillet 1995.
Il passe chez les Diamondbacks de l'Arizona le 18 novembre 1998 à la suite de la draft d'expansion. Il fait ainsi partie de l'équipe inaugurale des D-Backs.
Transféré le 3 septembre 1998 chez les Royals de Kansas City, il y reste jusqu'à la fin de la saison 2002. Devenu agent libre, il s'engage le 31 janvier 2003 avec les Pirates de Pittsburgh. Suppan retrouve les Red Sox le 31 juillet 2003 à la suite d'un échange impliquant plusieurs joueurs.
Agent libre à la fin de la saison 2003, il signe pour trois saisons avec les Cardinals de Saint-Louis. En 2004 et 2006, il participe aux Séries mondiales : le titre est acquis en 2006. 
Il rejoint les Brewers de Milwaukee le 24 décembre 2006. 
En février 2011, Suppan signe un contrat des ligues mineures avec les Giants de San Francisco et participe à leur entraînement de printemps. Il n'obtient pas un poste à le club et est libéré de ce contrat à la fin mars.
Il rejoint l'organisation des Royals de Kansas City en 2011 via un contrat de ligues mineures le 4 avril. Retranché par l'équipe, il passe l'année 2011 à travailler dans son restaurant de Woodland Hills en Californie, le Soup's Sports Grill. Le 8 février 2012, il signe un contrat des ligues mineures avec les Padres de San Diego. Suppan effectue six départs pour les Padres en 2012, remportant deux victoires contre trois défaites avec une moyenne de points mérités de 5,28. Il redevient agent libre le 6 juin.